# FSV Einheit Ueckermünde
Der FSV Einheit 1949 Ueckermünde ist ein deutscher Fußballverein aus Ueckermünde im Landkreis Vorpommern-Greifswald. Heimstätte ist das Waldstadion, das 1.000 Zuschauern Platz bietet.

## Verein

Historisches Logo der BSG Einheit

Einheit Ueckermünde wurde im Jahr 1945 unter der Bezeichnung SG Ueckermünde gegründet. Die lose Sportgruppe agierte 1948/49 für eine Spielzeit in der  Landesklasse Mecklenburg, in der mit lediglich drei Saisonpunkten der letzte Platz belegt wurde. Später erfolgte die Umbenennung in BSG Motor Ueckermünde. Mit dem Einstieg der Stadtverwaltung Ueckermünde wurde die Betriebssportgemeinschaft ab 1952 wie alle Mannschaften der staatlichen Verwaltung innerhalb der zentralen Sportvereinigung Einheit unter der Bezeichnung Einheit Ueckermünde geführt.
Auf sportlicher Ebene gehörte Einheit Ueckermünde zu den Gründungsmitgliedern der 1952 eingeführten drittklassigen  Bezirksliga Neubrandenburg, in der die Einheit mit kurzzeitigen Unterbrechungen bis in die achtziger Jahre zur festen Größe wurde. In den Spielzeiten 1958, 1967/68 und 1971/72 verpasste Ueckermünde hinter Empor Anklam, Empor Neustrelitz sowie den Verkehrsbetrieben Waren mit drei gewonnenen Vizemeisterschaften den Aufstieg zur II. DDR-Liga bzw. DDR-Liga nur knapp. 1959 und 1960 nahm die BSG am FDGB-Pokal teil, in dem sie früh an Motor Stralsund und Vorwärts Berlin scheiterte.

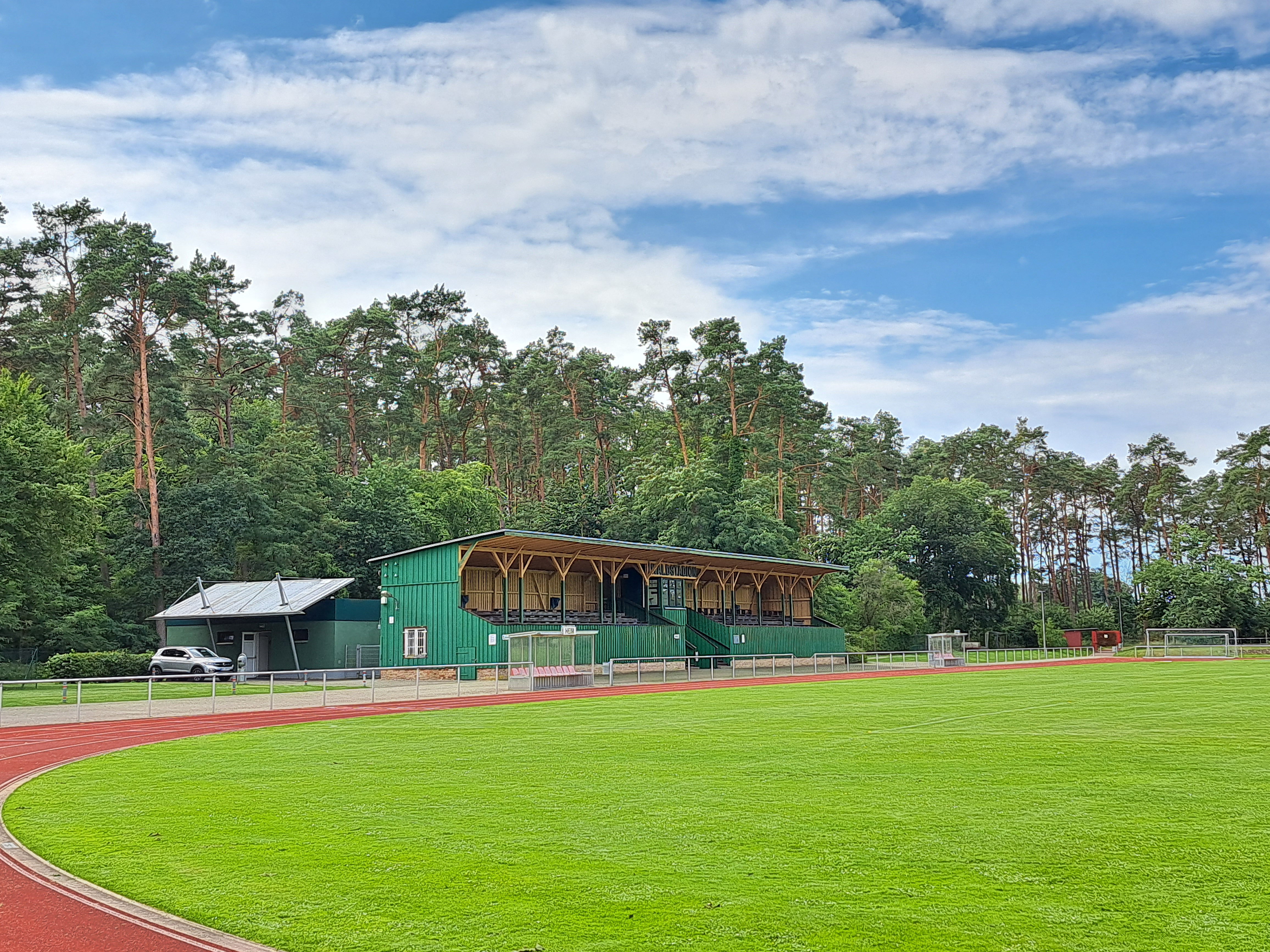
Die historische Holztribüne des Waldstadions Ueckermünde im August 2023

Nach 1990 vollzog der Club eine Umbenennung in FSV Einheit Ueckermünde. Der FSV spielte seitdem zumeist in der Landesliga. Der Aufstieg in die Verbandsliga Mecklenburg-Vorpommern gelang im Jahr 2014. Im April 2022 gaben die Vorstände des FSV Einheit Ueckermünde und des Torgelower FC Greif bekannt, dass sie eine Fusion der beiden Vereine anstreben. Das Ziel ist die Bündelung der Kräfte in der Region im Nachwuchs- und Herren-Bereich.
Am 22. November 2022 gründeten Vertreter beider Vereine die neue SpVgg Torgelow-Ueckermünde.
Im April 2023 gelang nach einem 2:1 gegen den Greifswalder FC erstmals der Einzug ins Landespokalfinale, in dem die Mannschaft jedoch dem Rostocker FC mit 2:5 unterlag.

## Statistik
- Teilnahme Landesklasse Mecklenburg: 1948/49
- Teilnahme FDGB-Pokal: 1959 (1. HR), 1960 (Q)
- Teilnahme Bezirksliga Neubrandenburg: 1952/53 bis 1963/64, 1967/68 bis 1983/84, 1988/89
- Teilnahme Verbandsliga Mecklenburg-Vorpommern: 2014/15 bis 2022/23
- Mecklenburg-Vorpommern-Pokalfinale: 2023